# Cicindela iberica
Cicindela iberica es una especie de escarabajo tigre del género Cicindela que es endémica de España.